# 유빙 (드라마)
《유빙》은 1984년 10월 21일에 MBC TV에서 방영되었던 베스트셀러극장이다.

## 줄거리
지방 사립대 출신으로 전에 취업한 직장마다 감원 논의가 진행될 때마다 제일 먼저 밀려나오곤 했던 33세의 한 남자(홍민우)는 어렵게 대기업에 들어가게 된다.
그 남자는 젊은 엘리트 사원들과 함께 그 대기업의 신입사원 연수원에 들어가 구보훈련, 인사법 훈련 등 온갖 혹독한 훈련을 겪게 되는데...

## 출연
- 홍민우
- 김주영
- 이원용
- 이희성
- 박윤배
- 김인태
- 김기현
- 김성찬
- 최상훈
- 이금복
- 임영희
- 조명남
- 서영애
- 서권순
- 송경철
- 조형기
- 사상기
- 김영두
- 한창호
- 송영웅
- 이창환
- 이순규
- 천호진
- 최현미